# Filosofía marxista china
La filosofía marxista china es la filosofía  de materialismo dialéctico que fue introducida a China a principios de 1900 y continúa en los medios académicos chinos hasta la fecha.
La filosofía marxista fue inicialmente importada a China entre los años 1900 y 1930, de traducciones del alemán, ruso y japonés.  El traductor chino de El Origen de las Especies, Ma Junwu, fue también el primero que introdujo el Marxismo en China. Para Ma, el evolucionismo y el marxismo eran los secretos del desarrollo social.  Esto fue antes del  materialismo dialéctico formal del Partido Comunista Chino a través del cual muchos intelectuales radicales independientes abrazaron el marxismo. Muchos de ellos más tarde se unirían al Partido. El materialismo dialéctico chino empezó a ser formalizado durante la década de 1930 bajo la influencia de la Nueva Filosofía de Mitin.  Hacia finales de 1930, el presidente Mao Zedong empezaría a desarrollar su propia versión sinizada del materialismo dialéctico independiente de la filosofía soviética.  La dialéctica Maoísta permaneció como el paradigma dominante hasta los 1970, y la mayoría de los debates se concentraban en cuestiones técnicas de ontología dialéctica. En los años 1980s, las reformas Dengist ocasionaron la traducción e influencia a gran escala de obras sobre el Marxismo Occidental y el Humanismo Marxista.

## Desarrollo del concepto
Li Da (1890–1966) tradujo al chino muchas de las primeras obras de la socialdemocracia alemana y el marxismo soviético. Significó la Nueva Filosofía de Mark Borisovich Mitin en sus Elementos de Sociología. Ai Siqi tradujo muchas de las obras de Mitin y ayudó a introducir la Nueva Filosofía en China. El marxismo chino temprano tomó prestado mucho de los libros de texto soviéticos. Siguiendo a Mitin, Ai Siqi atacó la idea de igualdad de contradicciones entre dos cosas desiguales. Los filósofos chinos se pondrían fuertemente del lado de Mitin contra Deborin. Fueron particularmente influenciados por su unidad de teoría y praxis. Mao Zedong se vería influenciado por estos trabajos al escribir sus conferencias sobre materialismo dialéctico.
Mao Zedong criticó el materialismo dialéctico de Stalin y, en particular, nunca citó su Materialismo Dialéctico e Histórico, que se consideraba el texto fundamental de la ortodoxia filosófica dentro de la ComIntern. Mao criticó a Stalin por sacar la Negación de la Negación de las leyes de la dialéctica y por no reconocer que los opuestos están interconectados.
A fines de la década de 1930, se llevaron a cabo una serie de debates sobre hasta qué punto la lógica dialéctica era un complemento o un reemplazo de la lógica formal. Una gran controversia que continuaría en la década de 1960 fue si una contradicción dialéctica era lo mismo que una contradicción lógica.
Más tarde, Mao dejó de replicar la Nueva Filosofía e intentó desarrollar su propia forma de marxismo que enfatizaba mucho la centralidad de "Sobre la Contradicción" y "En la Práctica". Mao vio la lucha entre los opuestos como la clave de la dialéctica, y esto jugaría un papel importante en la controversia "Uno se Divide en Dos" de la década de 1960. En 1964, Mao en su obra "Talk On Questions Of Philosophy" rechazó cualquier posibilidad de sintetizar opuestos divididos. La negación era absoluta y se alternaba en un mal infinito con la afirmación.
Wang Ruoshui fue inicialmente un gran defensor de la línea maoísta "Uno se divide en dos" durante la Revolución Cultural. Pero luego abogaría por el humanismo marxista.
En 1973, la prensa en idiomas extranjeros publicó tres grandes luchas en el frente filosófico de China (1949-1964). Los tres principales debates filosóficos giraron en torno a la teoría de la "base económica sintetizada", la cuestión de la identidad entre el pensamiento y el ser y la teoría de "combinar dos en uno".
En 1974, durante la campaña Critique a Lin, Critique a Confucio, hubo importantes debates historiográficos sobre los méritos relativos de las escuelas confuciana y legalista. El legalismo fue interpretado como la ideología feudal progresiva del creciente Qin contra la decadente ideología esclavista de Confucio.
En la era posterior a Mao hubo importantes debates sobre el papel que jugaron las contradicciones y la alienación dentro de una sociedad socialista. Deng Xiaoping intervino personalmente contra la tendencia marxista humanista al insistir en que la alienación se basaba únicamente en la propiedad privada y no tenía lugar en una China socialista.

En su discurso de 1983 respecto a las tareas urgentes del Partido Comunista Chino en los frentes organizativo e ideológico, Deng dijo:
En cuanto a la alienación, después de que Marx descubrió la ley de la plusvalía, usó ese término solo para describir el trabajo asalariado en la sociedad capitalista, lo que significa que dicho trabajo era ajeno a los propios trabajadores y se realizaba contra su voluntad, de modo que el capitalista pudiera beneficiarse a su costado. Sin embargo, al discutir la alienación, algunos de nuestros camaradas van más allá del capitalismo; algunos incluso ignoran la alienación restante del trabajo bajo el capitalismo y sus consecuencias. Más bien, alegan que la alienación existe bajo el socialismo y se puede encontrar en los ámbitos económico, político e ideológico, que en el curso de su desarrollo, el socialismo genera constantemente una fuerza de alienación, como resultado de las actividades de la mayor parte de la sociedad. Además, ellos intentan explicar nuestra reforma desde el punto de vista de la superación de esta alienación. Por tanto, no pueden ayudar a la gente a comprender y resolver correctamente los problemas que se han presentado en la sociedad socialista de hoy, ni a comprender y llevar a cabo correctamente la reforma continua que es esencial para nuestro avance tecnológico y social. Al contrario, su posición sólo llevará a la gente a criticar, dudar y negar el socialismo, a considerarlo tan desesperado como el capitalismo y a renunciar a su confianza en el futuro del socialismo y el comunismo. "Entonces, ¿cuál es el punto de construir el socialismo?" ellos dicen.
A pesar de la condena de Deng, la "High Culture Fever" continuó aumentando en China, y el trabajo de Fredric Jameson fue particularmente popular.

## La filosofía marxista en la China contemporánea
En la China moderna, el marxismo es modificado como ideología política por el Partido Comunista de China para gobernar el partido y la nación. Los conceptos importantes del marxismo, como la clase dominante y las ideas dominantes, el trabajo material y el trabajo mental, la superestructura y la base económica, y los aparatos ideológicos del estado, son utilizados por los líderes supremos de la República Popular China para crear teorías directrices socio-sociales que componen la filosofía marxista china. Dos de las teorías más importantes creadas por los líderes de China son: la Triple Representatividad acuñada por el exlíder de China, Jiang Zemin; y el Sueño Chino acuñado por Xi Jinping, actual secretario general del Partido Comunista de China.
A veces, los internautas chinos se burlan de estas teorías como "Lurxismo". La burla se basa en el modismo histórico "Llamar caballo a un ciervo", que proviene de la historia del infame burócrata de la dinastía Qin, Zhao Gao, ya que 'Ma' significa caballo y 'Lu' significa ciervo.

### Cómo se aplicó el marxismo a la teoría de las tres representaciones
Las declaraciones formales de la Teoría de la Triple Representatividad son: Nuestro partido siempre debe 1) representar los requisitos de las fuerzas productivas avanzadas de China, 2) representar la orientación de la cultura avanzada de China y 3) representar los intereses fundamentales de la mayoría del pueblo chino. La Triple Representatividad están a la luz de las ideas propuestas por Karl Marx y Friedrich Engels en su artículo “La clase dominante y las ideas dominantes”.
En primer lugar, Marx y Engels argumentaron “para presentar su interés como el interés común de todos los miembros de la sociedad, ... la clase que hace una revolución se presenta desde el principio, ... no como clase sino como representante de toda la sociedad, como toda la masa de la sociedad que se enfrenta a la única clase gobernante”. Siguiendo las ideas de Marx y Engels, el Partido Comunista Chino que tomó el poder del feudalismo a través de la revolución no se trata a sí mismo como la clase gobernante, sino como el partido que representa los intereses de la mayoría de la sociedad.
En segundo lugar, desde la perspectiva de las ideologías históricamente orgánicas, “las fuerzas materiales son el contenido y las ideologías la forma… las fuerzas materiales serían históricamente inconcebibles sin la forma y las ideologías serían fantasías individuales sin las fuerzas materiales”. El Partido Comunista Chino percibe que las fuerzas materiales son las mismas que las fuerzas productivas y las ideologías son otra forma de culturas. Dicho de otro modo, las fuerzas productivas son las bases económicas y las ideologías la superestructura. Por lo tanto, el Partido Comunista Chino como clase gobernante representa tanto a las fuerzas productivas avanzadas como a la cultura avanzada.
En tercer lugar, “hay que poner orden en esta regla de ideas, probar una conexión mística entre las ideas sucesivas dominantes”, como indican Marx y Engels. El orden de la Triple Representatividad refleja, por tanto, las sucesivas ideas dominantes. El Partido Comunista Chino cree que las fuerzas productivas deben ser lo primero que la cultura avanzada. Solo cuando el pueblo chino tuviera las fuerzas productivas avanzadas, podría tener la cultura avanzada. Por lo tanto, el Partido Comunista Chino representa las fuerzas productivas y luego representa la cultura avanzada.

### Cómo se aplicó el marxismo al sueño chino
Xi Jinping propuso el Sueño Chino como lema cuando visitó el Museo Nacional de China. Xi dijo que “los jóvenes deben atreverse a soñar, trabajar asiduamente para cumplir los sueños y contribuir a la revitalización de la nación”. Marx y Engels tenían conceptos similares en sus obras. Propusieron una nueva división del trabajo: trabajo mental y trabajo material. Los trabajos mentales controlan los medios de producción mental, y así aparecen como los pensadores de su clase y hacen la formación de las ilusiones. Los trabajos materiales, sin embargo, son miembros activos de la producción material. Marx y Engels argumentaron que dado que los trabajos materiales son en realidad los miembros activos de esta clase y tienen menos tiempo para inventar ilusiones e ideas sobre sí mismos, son pasivos y receptivos a las ilusiones de los trabajos mentales. El sueño chino extrae conocimiento de las ideas de Marx y Engels sobre las "ilusiones". Xi Jinping seleccionó "sueño" en lugar de "ilusión" para reflejar sus ideas de que los chinos, especialmente la generación joven, deberían soñar. Xi no dijo que el sueño chino se compone de trabajos mentales; en cambio, argumentó que el sueño chino debería ser inventado por la generación joven. Al decir que el sueño no es la ilusión de la clase gobernante, sino el sueño de las propias generaciones jóvenes, Xi continuó recomendando a los jóvenes que trabajen duro y lo logren.